# Ceraphron corynephorus
Ceraphron corynephorus är en stekelart som beskrevs av Paul Dessart och Lubomir Masner 1969. Ceraphron corynephorus ingår i släktet Ceraphron och familjen pysslingsteklar. Inga underarter finns listade i Catalogue of Life.